# L'Homme à la peau de serpent
Pour plus de détails, voir Fiche technique et Distribution.
L'Homme à la peau de serpent (titre original : The Fugitive Kind) est un film américain réalisé par Sidney Lumet et sorti en 1960.

## Synopsis
Val Xavier, guitariste et vagabond, arrive de La Nouvelle-Orléans (où il a eu des ennuis avec la justice) dans une petite ville du Mississippi, avec la ferme volonté de devenir honnête et travailleur. Il est embauché par « Lady Torrance », patronne d'un bazar, aigrie par son mariage malheureux avec Jabe Torrance, actuellement malade et alité. Bientôt, elle tombe sous le charme du musicien qui ne laisse pas non plus indifférentes Vee Talbot, l'épouse du shérif, et une jeune femme alcoolique et nymphomane, Carol Cutrere.

## Fiche technique
- Titre original : The Fugitive Kind
- Titre français : L'Homme à la peau de serpent
- Réalisation : Sidney Lumet
- Scénario : Tennessee Williams et Meade Roberts, d'après la pièce La Descente d'Orphée (Orpheus Descending) de Tennessee Williams
- Direction artistique : Richard Sylbert
- Décors : Eugenene Callahan
- Costumes : Frank Thompson
- Photographie : Boris Kaufman
- Montage : Carl Lerner
- Musique : Kenyon Hopkins
- Producteurs : Martin Jurow, Richard Shepherd
- Producteur associé : George Justin
- Sociétés de production : Jurow-Shepherd Productions (États-Unis), Pennebaker Productions (États-Unis)
- Sociétés de distribution : United Artists (États-Unis), Théâtre du Temple (France)
- Budget : 2,1 millions $ (estimation)[1]
- Pays de production :  États-Unis
- Langue originale : anglais
- Genre : drame
- Format : 35 mm — noir et blanc — 1,66:1 — son mono
- Durée : 119 minutes
- Dates de sortie : 
  - États-Unis : 13 avril 1960
  - France : janvier 1961[2]
- (fr) Classifications et visa CNC : interdit aux -16 ans, Art et Essai, visa d'exploitation no 23371 délivré le 16 juin 1960

## Distribution
- Marlon Brando (VF : Michel François) : Val Xavier
- Anna Magnani (VF : Lita Recio) : « Lady Torrance »
- Joanne Woodward : Carol Cutrere
- Maureen Stapleton (VF : Madeleine Barbulée) : Vee Talbot
- Victor Jory (VF : André Valmy) : Jabe Torrance
- R. G. Armstrong (VF : Claude Bertrand) : le shérif Jordan Talbot
- Ben Yaffee (VF : Jean Daurand) : « Dog » Hamma
- John Brown Jr. (VF : Jean Violette) : « Pee Wee » Binnings
- Lucille Benson (VF : Hélène Tossy) : Beulah Binnings
- Frank Borgman (VF : Lucien Raimbourg) : le pompiste de la station-service
- Herb Vigran (non crédité) : un joueur au Caliope (voix)

## Distinctions

### Récompenses
- Festival de Saint-Sébastien 1960 :
  - Coquille d'argent du meilleur réalisateur pour Sidney Lumet ;
  - Coquille d'argent de la meilleure actrice pour Joanne Woodward.

## Production

### Casting
Marlon Brando : « Quelques années plus tôt, Tennessee Williams m'avait appris qu'il venait d'écrire une pièce, Opheus Descending, en songeant à moi et à Anna Magnani pour les premiers rôles. Je lui avais répondu que je n'étais pas intéressé : je ne voulais pas remonter sur scène. […] Mais quand il fut question d'en tirer un film, Tennessee Williams et Sidney Lumet revinrent à la charge et me proposèrent de jouer dedans. […] J'étais en train de divorcer d'avec ma première épouse et j'avais besoin d'argent : j'acceptai. Je jouais un guitariste errant qui arrive dans une petite ville du Mississippi où il devient l'amant d'une femme d'âge mûr — rôle tenu par Anna. Elle avait révélé toute sa force dans Rome, ville ouverte et devait par la suite jouer une autre adaptation de Tennessee, La Rose tatouée. Mais c'était une femme perturbée, et je ne la trouvais pas à sa place dans son rôle. »

### Budget
The New York Times publiait en mai 1959 que le budget était estimé à 2 millions de dollars. Un article de Variety de juillet 1959 indiquait que le cachet de Marlon Brando s'élevait à lui seul à 1 million de dollars. Brando aurait également perçu une rémunération parce que sa société de production Pennebaker, qui coproduisait le film, connaissait des problèmes financiers, et que L'Homme à la peau de serpent aurait permis à sa société de retrouver sa solvabilité,.

### Tournage

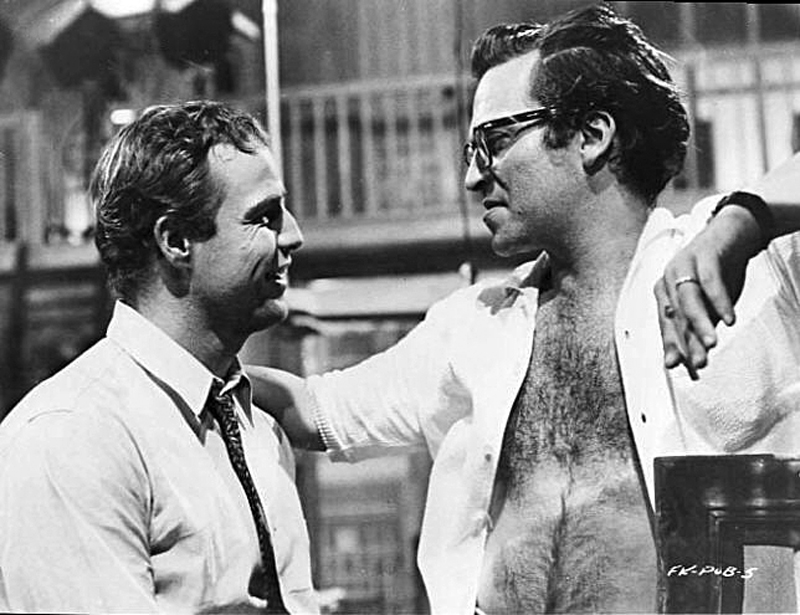
Marlon Brando et Sidney Lumet sur le tournage du film.

- Le tournage a lieu du 22 juin au 4 septembre 1959[4],[5]. Les scènes en intérieur sont filmées dans les Gold Medal Studios (dans le Bronx à New York)[4], les extérieurs ont lieu à Milton (comté de Saratoga, État de New York).
- Selon un article paru en mai 1959 dans (en) The New York Times, les producteurs auraient voulu que des extérieurs soient filmés dans le Mississippi où l'action se situe, mais pour économiser 50 000 $ ces scènes ont été tournées dans le studio du Bronx[4].
- Marlon Brando[3] : « J'ai toujours considéré Tennessee comme l'un des grands auteurs américains, mais je ne pense pas beaucoup de bien de cette pièce-là, ni du film. De même que beaucoup de grands auteurs américains, il traitait les Noirs comme des pots de fleurs. Dans L'Homme à la peau de serpent, ils sont presque invisibles : ils font partie du décor, voilà tout. On trouvait des Noirs dans l'histoire, mais ce n'étaient que des figures annexes par rapport à la problématique centrale. »
- En 1959, Harold Hayes (en), le responsable éditorial d'Esquire, commande de nombreux travaux au dessinateur de BD Harvey Kurtzman et l'envoie couvrir des tournages dont celui de L'Homme à la peau de serpent. Kurtzman raconte le tournage du film en bande dessinée[6].

### Chanson
- Blanket Roll Blues, paroles de Tennessee Williams et musique de Kenyon Hopkins, interprétée par Marlon Brando. C'est la seule chanson écrite par Tennessee Williams[7].